# Eddie Courts
Eddie Courts właściwe Adolf Edward Kurtz (ur. 26 sierpnia 1913 w Radomiu  – zm. 12 stycznia 1993 w Bostonie) – polski kompozytor.
W 1936 ukończył studia na Politechnice Warszawskiej z zawodu był inżynierem elektrykiem. Skomponował piosenkę List dla Wiery Gran.
Z listu do Jerzego Płaczkiewicza
Urodziłem się w Polsce w 1913 r. Wyjechałem do Francji po maturze, by kształcić się w kierunku inżynierskim, a gdy wybuchła wojna wstąpiłem do polskiej armii związanej z Francją (...) Moja muzyka zdaje się być odbiciem mojego życia. Melodyjne sonaty na skrzypce z fortepianem są pełne wspomnień muzyki, jaką słyszało się i wykonywało w Radomiu w tamtym czasie. Jeśli Panu spodobają się moje sonaty, czy mógłby Pan je przedstawić w Polskim Radiu ?...
W czasie II wojny wyjechał do Brazylii a następnie wyemigrował do Stanów Zjednoczonych. Skomponował wiele utworów skrzypcowych i na wiolonczelę. Według Lerskiego prowadził własną firmę elektrotechniczną oraz mała wytwórnię płyt.

## Dyskografia
- Eddy Courts, Sonata for violin & piano, Sonata-fantasia for violin & piano, 1983, Bevco Music
- Eddy Courts, Second sonata for violin and piano.
- Eddy Courts,Lullaby, Apprentice Music
- Touched by the rain, Summertime girl, słowa Thomas Hunter, muzyka Eddy Courts, 1978, Bevco Music.